# カワグレ
株式会社カワグレは、新潟県三条市に本社を置く、建設資材メーカー。

## 概要
金物の産地である新潟県三条市 に本拠を置くグレーチングメーカー。
道路側溝用、集排水桝用、床板用、階段踏板用などの各種グレーチングの設計製作販売はもとより、それらの関連建材製品も取り扱う。
近年、車椅子・自転車等の車輪のはまり込み、落ち込みを防止し、雨の日のスリップを低減できる新構造のユニバーサルデザイングレーチングが好評を得ている。

## 沿革
- 1952年（昭和27年）3月：三条市田島にて個人会社金三鋼業を設立
- 1959年（昭和34年）4月：金三鋼業株式会社として法人組織として発足
- 1975年（昭和50年）4月：グレーチングの製造販売を開始
- 1975年（昭和50年）12月：グレーチングの販売部門「株式会社カワグレ」分離独立
- 1993年（平成  5年）8月：資本金9,000万円に増資
- 2003年（平成15年）2月：ユニバーサルデザイングレーチングを開発販売
- 2014年（平成26年）3月：イードレーンを開発販売
- 2017年（平成29年）3月：落ち葉冠水防止ふた「冠助」を開発販売

## 事業所
- 本社：新潟県三条市西大崎
- 工場
  - 本社工場：新潟県三条市西大崎
  - 大島工場：新潟県三条市井戸場
- 支店
  - 東京支店：東京都中央区湊

## 関連会社
- 金三鋼業㈱